# 1736 в Україні

## Події
- Кримські походи 1736—1738

## Особи

### Народились
- 19 грудня Стефан (Левинський) (1736—1806) — єпископ Української Греко-Католицької Церкви; з 26 червня 1797 року — єпископ Луцький і Острозький.
- Петро (Білянський) (1736—1798) — греко-католицький священик, єпископ Львівський, Галицький і Кам'янецький (1779—1798).
- Голубовський Захарій (1736—1810) — український живописець, один із визначних майстрів українського бароко.
- Ягельський Касіян Йосипович (1736—1774) — доктор медицини, один із засновників епідеміології в Російській імперії.
- Ієронім Яновський (1736—1814) — українській освітній та релігійний діяч, історик. Ректор Полтавської слов'янської семінарії. Архімандрит Київського Михайлівського Золотоверхого монастиря.

### Померли
- 20 січня Кочубей Мотрона Василіївна (1688—1738) — представниця козацького роду Кочубеїв. Донька генерального судді Василя Леонтійовича Кочубея. Кохана гетьмана Івана Мазепи.
- 28 травня Стефан Гумецький (1660—1736) — польський шляхтич, військовик (лицар, генерал коронної артилерії), урядник Королівства Польського.
- 8 жовтня Іродіон (Жураківський) (? — 1736) — український церковний діяч, політик, освітянин. Архієпископ Чернігівський та Новгород-Сіверський безпатріаршої РПЦ.
- Апостол Павло Данилович (? — 1736) — миргородський полковник в 1727—1736 роках.
- Пахомій Горленко (1692—1736) — український церковний діяч доби Гетьманщини, ієромонах, аскет.
- Феофан (Трофимович) (? — 1736) — письменник і вчений; викладач. Ігумен Лубенського Мгарського монастиря.

## Засновані, зведені
- Церква Різдва Пресвятої Богородиці (Тисмениця)
- Армянськ
- Гута-Студенецька
- Радичів